# Nunatak Arbanasi

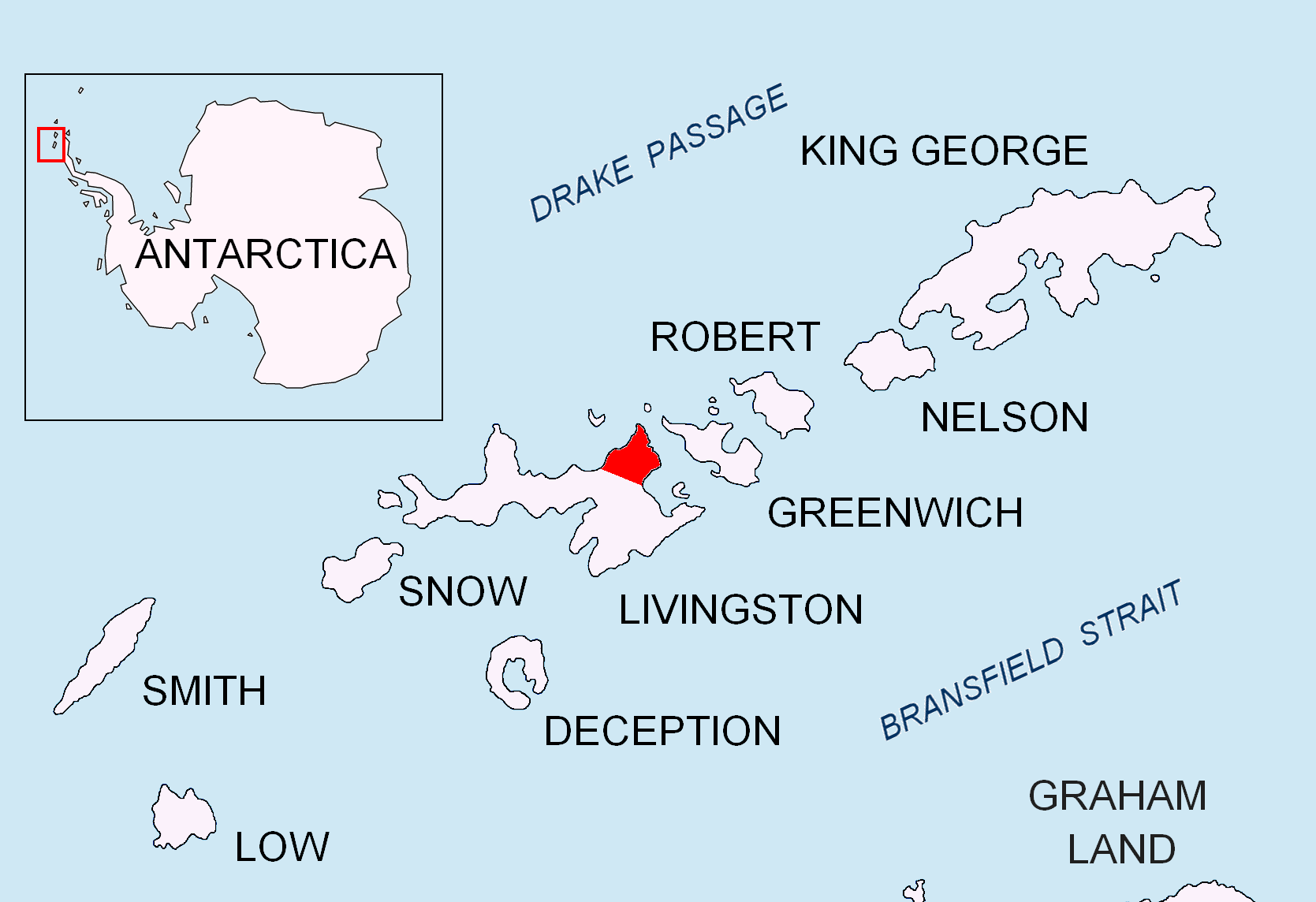
Localização da Península de Varna.

Nunatak Arbanasi (Nunatak Arbanasi \'nu-na-tak ar-ba-'na-si\) é um pico rochoso de 330 metros de altitude, localizado na Península Varna.

## Localização
Está localizado em 62° 31′ 40″ S, 60° 03′ 19,6″ O, a 2 km a oeste de Kubrat Knoll e 2,56 km a noroeste de Edinburgh Hill.

### Mapas
- L.L. Ivanov et al. Antarctica: Livingston Island and Greenwich Island, South Shetland Islands. Scale 1:100000 topographic map. Sofia: Antarctic Place-names Commission of Bulgaria, 2005.
- L.L. Ivanov. Antarctica: Livingston Island and Greenwich, Robert, Snow and Smith Islands. Scale 1:120000 topographic map.  Troyan: Manfred Wörner Foundation, 2009.